# USS Monitor
 Der er for få eller ingen kildehenvisninger i denne artikel, hvilket er et problem. Du kan hjælpe ved at angive troværdige kilder til de påstande, som fremføres i artiklen.

USS Monitor var det første jernpansrede krigsskib, som blev taget i brug af Nordstaternes flåde. Skibet er mest berømt for sin deltagelse i det første søslag mellem to pansrede krigsskibe – Slaget ved Hampton Roads den 9. marts 1862 under Den amerikanske borgerkrig, hvor Monitor kæmpede mod Sydstaternes CSS Virginia. Monitor var det første i en lang række af amerikanske krigsskibe af Monitor-klassen. Begrebet Monitor anvendes også på en lang række europæiske skibstyper til brug ved havneforsvar.
Jernpansring af krigsskibe var et forholdsvis nyt tiltag, som indledtes med det franske slagskib La Gloire i 1859. Herefter ændredes udformningen af krigsskibe sig dramatisk, lige som søkrigsførelsen.

## Design
Monitor var et af tre jernpansrede krigsskibe som blev bestilt af den amerikanske flåde. De andre var USS Galena og USS New Ironsides.
Skibet blev konstrueret af den svensk-amerikanske ingeniør John Ericsson. Skibet blev beskrevet som en osteklokke på en tømmerflåde, og bestod af et stort drejeligt kanontårn i jern midt på dækket med to store 11 tommer Dahlgreen-kanoner ved siden af hinanden. Oprindelig var skibet udstyret med et system af tunge skodder, som beskyttede kanonmundingerne når kanonerne blev ladet, men det viste sig at være så besværligt at anvende, at besætningerne i stedet drejede kanontårnet væk fra fjendtlig ild når kanonerne skulle lades. Der var så meget inerti i det drejelige kanontårn, at der på de næste skibe installeredes et system til at bremse rotationen. Besætningen på Monitor løste i første omgang problemet ved at affyre kanonerne i farten, mens tårnet passerede forbi målet. Denne metode resulterede i et betydeligt tab af præcision, men da skibene skød løs på hinanden på klos hold var tabet af præcision ikke kritisk.
Det pansrede dæk var kun 14 tommer (35 cm) over vandlinien. Bortset fra et lille kasseformet styrehus, en aftagelig skorsten og nogle få beslag var resten af skibet under vandet for at beskytte det mod skader fra kanonild. Kanontårnet bestod af 8 sammenboltede lag af 2,55 cm tykke plader med en yderligere 9. plade inden for som lyddæmper. En dampdrevet donkeymaskine drejede tårnet. Det tungt pansrede dæk dækkede ud over det vandtætte skrog, som kun var 16mm tykt. De sårbare dele af skibet var således fuldstændig beskyttet.
Monitors skrog blev bygget på Continental Iron Works i Brooklyn, New York, og skibet blev søsat den 30. januar 1862. Der er en statue i Monsignor McGolrick park i Greenpoint ud mod Monitor Street, som erindrer om skibet.
Monitor var ikke bare en nyskabelse i design men også i konstruktion. Dele blev støbt i 9 støberier og bragt sammen for at bygge skibet, og hele byggeperioden varede mindre end 120 dage. Udover ’’osteklokken’’ og det drejelige tårn var Monitor også det første marinefartøj, som blev udstyret med Ericssons propel.
Ericsson foregreb nogle aspekter ved moderne undervandsbåde ved at placere så mange af skibets funktioner under vandlinjen. I modsætning hertil var CSS ’’Virginia’’ et konventionelt træskib, dækket med jernplader og med fast placerede kanoner.

## Slaget ved Hampton Roads
Under slaget ved Hampton Roads angreb CSS Virginia den eskadre af unionsskibe som blokerede strædet ved Hampton Roads i Virginia den 8. marts 1862. Under angrebet blev USS Cumberland og USS Congress sænket og USS Minnesota sat på grund inden CSS Virginia trak sig tilbage. Næste nat ankom Monitor under kommando af kaptajnløjtnant John L. Worden på slæb fra Brooklyn. Da Virginia vendte tilbage næste dag for at gøre det af med Minnesota og resten af eskadren, sejlede Monitor ud for at stoppe den. De to jernpansrede skibe kæmpede i omkring 4 timer uden at det lykkedes for nogen af dem at skade modparten alvorligt. Taktisk set endte slaget således uafgjort. Strategisk blev det imidlertid en sejr for Monitor. Virginias opgave var at bryde blokaden, og det lykkedes ikke. Monitors opgave var at beskytte resten af flåden, hvilket den gjorde. De to skibe kæmpede aldrig siden mod hinanden, selv om Virginia fra tid til anden forgæves sejlede ud til Hampton Roads for at udfordre Monitor.

## Monitor klassen
USS Monitor blev prototypen for Monitor-klassen af krigsskibe. Der blev bygget mange flere, både til brug på floder og på havet, og de spillede nøgleroller i borgerkrigen i slag på Mississippi og James floderne. Nogle havde to eller endda tre kanontårne, og senere skibe havde forbedret sødygtighed.
Blot tre måneder efter det berømte slag ved Hampton Roads blev modellen tilbudt Sverige og i 1865 blev den første svenske monitor bygget på Motala-værftet i Norrköping. Den fik navnet John Ericsson til ære for konstruktøren. Den blev fulgt af 14 yderligere, hvoraf en af dem, Sölve, stadig kan ses på Göteborg Marinmuseum.
Den sidste Monitor i den amerikanske flåde blev udrangeret i 1937. Navnet Monitor blev givet til et troppetransportskib under 2. verdenskrig. Det gjorde primært tjeneste i Stillehavet og blev senere ophugget.

## Kæntring
Mens designet af ’’Monitor’’ var velegnet til kamp på floder, betød det lave fribord og det tunge tårn at den ikke var sødygtig i oprørte vande. Det var formentlig grunden til at den oprindelige Monitor hurtigt gik tabt, idet den kæntrede i en stærk storm. Den tog vand ind mens den var under bugsering af USS Rhode Island og sank den 31. december 1862 på Atlanterhavet ud for Cape Hatteras. 16 ud af 62 besætningsmedlemmer druknede.

## Marinarkæologi
I 1973, blev vraget af panserskibet Monitor lokaliseret på bundet af Atlanterhavet ca. 25 km sydøst for Cape Hatteras, North Carolina. I 1998 blev skibets skrue bjærget, i 2001 blev skibet 30 tons tunge dampmaskine bjærget og i 2003 blev kanontårnet hævet. Mange rester fra Monitor, herunder kanontårn, skibsskrue, anker, dampmaskine og mange personlige ejendele kan nu ses på Mariners' Museum i Newport News, Virginia.

## Eksterne links
- Wikimedia Commons har flere filer relateret til USS Monitor
- The Monitor Center Arkiveret 22. oktober 2004 hos  Wayback Machine at the Mariners' Museum, Newport News, Virginia (engelsk)
- HNSA Ship Page: USS Monitor Arkiveret 30. maj 2009 hos  Wayback Machine (engelsk)
- SF Gate describing the Monitor and depth charging (engelsk)
- Seattle Pilot mentioning the depth charging of the Monitor (engelsk)
- USS Monitor (1862-1862) -- Construction Arkiveret 5. februar 2005 hos  Wayback Machine (engelsk)
- Museum of the Confederacy in Richmond, VA official website (engelsk)
- U.S. Naval History Center Arkiveret 5. februar 2005 hos  Wayback Machine (engelsk)
- Monitor in the news – "Monitor turret raised from ocean" (engelsk)
- Online exhibition about Monitor (engelsk)
- Hampton Roads Naval Museum Arkiveret 17. juli 2015 hos  Wayback Machine (engelsk)
- Civil War Naval History (engelsk)
- Roads to the Future – I-664 Monitor-Merrimac Memorial Bridge Tunnel (engelsk)

35°00′06″N 75°24′23″V / 35.001666666667°N 75.406388888889°V